# アウグステ・フォン・バーデン＝バーデン

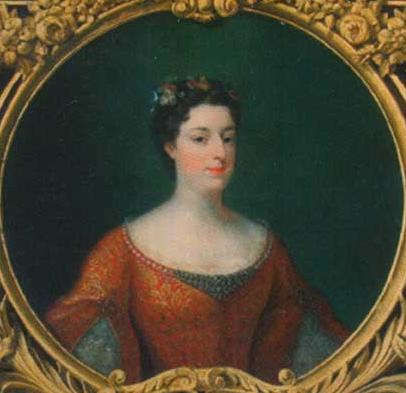
オルレアン公妃アウグステ

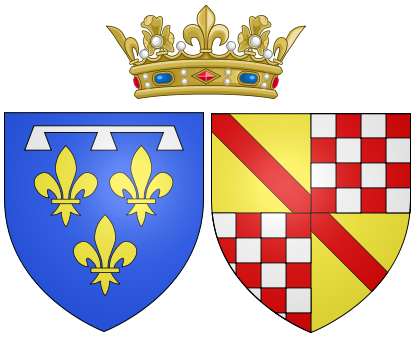
オルレアン公妃としてのアウグステの紋章

アウグステ・フォン・バーデン＝バーデン（ドイツ語：Auguste von Baden-Baden, 1704年11月10日 - 1726年8月8日）は、オルレアン公ルイ・ド・ブルボン＝オルレアンの妃。夫ルイはアウグステの父バーデン＝バーデン辺境伯ルートヴィヒ・ヴィルヘルムのかつての敵フランス王ルイ14世の孫であった。フランス語名はオーギュスト・ド・バード（Auguste de Bade）。出産時に死去した。アウグステはフランス王ルイ・フィリップの曾祖母にあたり、スペイン王家、イタリア王家および今日のルクセンブルク大公家の先祖の一人でもある。

## 生涯

### 幼年期
アウグステは、帝国軍司令官をつとめたバーデン＝バーデン辺境伯ルートヴィヒ・ヴィルヘルムとその妻で夫より20歳年下のフランツィスカ・ジビッラ・アウグスタ・フォン・ザクセン＝ラウエンブルクの第9子としてアシャッフェンブルクで生まれた。1707年に父が死去した後、母フランツィスカはアウグスタの兄ルートヴィヒ・ゲオルクの摂政となった。
母フランツィスカは芸術の庇護者であり、バーデン＝バーデンを建築文化の中心地とした。母親の摂政時代（1707年 - 1727年）の間に、フランツィスカは辺境伯領内に4つの宮殿と2つの教会の建設を命じた。アウグステはラシュタットにあるファヴォリテ城の建設を目撃した。
伯母アンナ・マリア・フランツィスカ・フォン・ザクセン＝ラウエンブルクは、夫の遠い親族であるトスカーナ大公ジャン・ガストーネ・デ・メディチの妃となった。イタリア生まれのカリニャーノ公ルイージ・ヴィットーリオも遠い親族であり、フランス宮廷に居を構えていた。アウグステは9人兄弟の末っ子で、7歳を超えて生き残った唯一の娘であり、バーデン＝バーデン辺境伯となるルートヴィヒ・ゲオルク（1702年 - 1761年）という兄と、兄の跡を継いで1761年から1771年までバーデン・バーデン辺境伯を務めることとなるアウグスト・ゲオルクという弟がいた。

### オルレアン公妃
母フランツィスカはアウグステの故郷バーデン＝バーデンの摂政であったため、一人娘にふさわしい候補者を見つけようとしたのは母フランツィスカであった。母親は2人の候補者を提案した。まず、トゥルン・ウント・タクシス侯アレクサンダー・フェルディナントは、裕福なドイツ貴族のトゥルン・ウント・タクシス家の出身で神聖ローマ帝国の郵政長官であるアンセルム・フランツ・フォン・トゥルン・ウント・タクシスの息子であり相続人であった。2人目はフランスの王子、オルレアン公ルイ・ドルレアンであった。
2人目はフランスの貴族、オルレアン公ルイであった。フランツィスカは、アウグステが生まれる前にバーデン＝バーデンを荒廃させたフランスとの絆を強化するため、オルレアン公を推した。一方、アウグステはドイツ貴族であるトゥルン・ウント・タクシス侯との結婚を望んだ。しかし、アウグステは母フランツィスカに折れてルイ・ドルレアンとの結婚に同意し、1724年7月13日にフランス王ルイ14世の孫ルイ・ドルレアンと結婚する前にラシュタット城で代理結婚式が行われた。なによりもカトリックであることで選ばれたアウグステは、8万リーヴルという比較的少額の持参金をオルレアン家にもたらした。
ヴェルサイユの宮廷では、アウグステはジャンヌまたはオーギュスト・ド・バードとしても知られていたが、オーギュストの名を署名に用いた。アウグステは血統親王（Prince du sang）との結婚により、マダム・ラ・プランセス（Madame la Princesse）の称号を得て、若きフランス王ルイ15世の宮廷で最も重要な女性の一人となった。結婚当時、若き国王ルイは、従姉妹であるスペイン王女マリアナ・ビクトリアと「婚約」していた。2人は実際に結婚することはなく、1725年にマリアナ・ビクトリアはスペインに送り返され、アウグステとその義母である前オルレアン公妃フランソワーズ・マリー・ド・ブルボンが宮廷で最も上位の女性となった。アウグステは宮廷で人気があり、魅力的であると注目されていた。1725年、ルイ15世はマリー・レクザンスカと結婚し、アウグステは位階や礼儀作法の点で新王妃より一段遅れをとった。アウグステと夫はオルレアン家の邸宅の一つであるサン＝クルー城に住んでいたが、またヴェルサイユ宮殿にも区画を持っており、そこで息子のルイ・フィリップが1725年に生まれた。
アウグステは1726年8月初旬に第二子をヴェルサイユで出産する予定であったが、義母の前オルレアン公妃は、パレ・ロワイヤルで出産させるために妊娠中のアウグステにパリに戻るよう強制した。8月4日にヴェルサイユを出発したが、陣痛が激しかったためセーヴルに立ち寄らなければならなかった。止められたにもかかわらず、アウグステはパリに戻った。
アウグステは1726年8月8日、パリのオルレアン家の邸宅であるパレ・ロワイヤルで夫婦の第二子を出産した3日後、21歳で死去した。夫婦生活は短かったにもかかわらず、多くの同時代人は、オルレアン公夫妻のことをお似合いの2人でありお互いに一目惚れであったと述べた。アウグステの死後、夫は長い喪の期間に入った。アウグステは「素晴らしい心の資質をすべて備えており、フランス全土に惜しまれながら亡くなった」と言われている。
アウグステはパリのヴァル＝ド＝グラース修道院に埋葬された。アウグステの死後、夫ルイの叔母エリザベート・シャルロット・ドルレアンは、ルイに自身の娘のうちの一人、すなわちエリザベート・テレーズまたはアンヌ・シャルロットとの結婚を勧めた。しかしルイはこれをきっぱりと拒否し、叔母を困らせたという。

## 子女
- ルイ・フィリップ1世（1725年 - 1785年） - オルレアン公
- ルイーズ・マリー（1726年8月5日 - 1728年5月14日） - 早世